# زقين مبقع
زقين مبقع (الاسم العلمي:Diascia maculata) هو نوع من النباتات يتبع جنس الزقين من الفصيلة الغدبية.